# Grzechotnik parzystoplamy
Grzechotnik parzystoplamy (Crotalus pricei ) – gatunek jadowitego węża z podrodziny grzechotnikowatych (Crotalinae) w rodzinie żmijowatych (Viperidae).
Obecnie wyróżnia się 2 podgatunki:
- Crotalus pricei miquihuanus (Gloyd, 1940)
- Crotalus pricei pricei (Van Denburgh, 1895)

Występuje w Ameryce Północnej w południowo-zachodnich Stanach Zjednoczonych (Arizona) i Meksyku. Żywi się drobnymi kręgowcami.